# Cosmic Gate
Cosmic Gate es un dúo alemán de música trance, conformado por Claus Terhoeven (Nic Chagall) y Stefan Bossems (DJ Bossi). Actualmente ocupan el puesto #99 en la encuesta realizada en 2015 por la revista DJmag.
En la última década, Cosmic Gate se han transformado en un referente en la escena electrónica mundial. Han alcanzando el número 19 dentro de los TOP 100 de la lista de DJS más populares de la revista DJmag siendo uno de los dúos electrónicos más populares. Asimismo, se sitúan en el directorio de TheDjlist en la posición número 35, dejando a Cosmic Gate dentro de la "Élite", e incluso dejando atrás la humildad en su Biografía oficial en referencia a la frase: "Eficiente, estupendo, fantástico, y lleno de innovación [...] si Mercedes es lo que al automóvil en el mundo, paralelamente Cosmic Gate lo es en la música electrónica.". En 2019 lograron una nominación al Grammy en la categoría Mejor grabación remix por el remix de "Only Road", original de Gabriel & Dresden  en colaboración con Sub Teal.

## Historia
NIC Chagall y Bossi lanzaron su primer sencillo en mayo de 1999, con el nombre "The Drums" bajo el sello "EMI music" junto con otros singles bajo el mismo sello mencionando como ejemplo: "Mental Atmosphere" o de "The Truth" y su primer álbum lanzado en febrero de 2001 titulado como:"Rhythm & Drums" el cual tuvo muy buen recibimiento en la escena, sumando también su repertorio de remezclas en las cuales se incluyen: "Urban Train" de Tiësto, "Punk" de Ferry Corsten, "D.F.F. (DJ's, Fans & Freaks)" de Blank & Jones"Answer the Question" de Svenson & Gielen y "White Bird" de Vanessa Mae por nombrar a algunos.
Para abril de 2004 el dúo alemán lanza un nuevo sencillo titulado "Different Concept EP Part 1" bajo un nuevo sello: E-Cutz
para el siguiente mes lanzan "Different Concept EP Part 2" en noviembre de 2006 lanzaron su último álbum de nombre "Earth mover" ahora bajo su último sello: Black Hole Recordings con el que a principios del año 2007 lanzaron su sencillo "Analog Feel".
Actualmente realizan presentaciones a lo ancho del globo, desde Malasia, Dubái hasta Inglaterra, con una agenda copada en presentaciones.
Algunos de sus más famosos éxitos incluyen: Exploration of Space, The Wave, Fire Wire, Tomorrow, entre otros...

## Ranking DJmag
| DJ          | 2005 | 2008 | 2009 | 2010 | 2011 | 2012 | 2013 | 2015 |
| ----------- | ---- | ---- | ---- | ---- | ---- | ---- | ---- | ---- |
| Cosmic Gate | 90°  | 62°  | 19°  | 24°  | 43°  | 39°  | 80°  | 99°  |

## Sellos discográficos
- EMI Music
- E-Cutz
- Black Hole Recordings (actualmente)

## Discografía

### Álbumes
- 2017: Materia Chapter.Two
- 2017: Materia Chapter.One
- 2014: Start to Feel
- 2011: Wake Your Mind
- 2009: Sign of the times
- 2006: Earth Mover
- 2002: No More Sleep
- 2001: Rythm & Drums

### Sencillos
- 2021: "Feel it"

- 2021: "Blame"

- 2017: "Tonight" (feat. Emma Hewitt)

- 2016: "Am2pm"

- 2015: "Embargo" (con Armin van Buuren)

- 2014: "Falling Back" (con Eric Lumiere)

- 2013: "Storm Chaser"
- 2013: "So Get Up"
- 2013: "Crushed"

- 2012: "Over The Rainbow" (feat. JSomething)
- 2012: "Flying Blind" (feat. Jes)

- 2011: "Be Your Sound" (feat. Emma Hewitt)
- 2011: "The Theme"
- 2011: "Raging (Remixes)"

- 2010: "Fire Wire (Remixes)"
- 2010: "The Drums (Remixes)"
- 2010: "Back To Earth (Remixes)"
- 2010: "Exploration Of Space (Remixes)"
- 2010: "London Rain"
- 2010: "Barra"

- 2009: Under Your Spell
- 2009: Open Your Heart
- 2009: Sign Of The Times / F.A.V.

- 2008: A Day That Fades (Feat. Roxanne Emery)

- 2007: Body Of Conflict (Feat. Denise Rivera)
- 2007: Analog Feel

- 2006: Should've Known

- 2005: The Drums
- 2005: I Feel Wonderful (Feat. Jan Johnston E-Cutz)

- 2004: Different Concept EP Part 2
- 2004: Different Concept EP Part 1

- 2003: Human Beings

- 2002: The Wave / Raging (Feat Jan Johnston)
- 2002: The Truth
- 2002: Back To Earth/Hardcore

- 2001: Exploration Of Space / Melt To The Ocean

- 2000: Somewhere Over The Rainbow / Fire Wire

- 1999: Mental Atmosphere
- 1999: The Drums

### DJ mix
- 2005 Back 2 Back Vol. 2
- 2003 Back 2 Back

### Remixes
2013:
- Armin van Buuren – Pulsar

2012:
- Emma Hewitt – Colours
- Rank 1 & Jochen Miller feat. Sarah Bettens – Wild and Perfect Day
- Manufactured Superstars – Calling All The Lovers
- Late Night Alumni – Sapphire

2011:
- Ferry Corsten – Punk
- Markus Schulz Feat. Sir Adrian – Away
- Robbie Rivera – Departures

2010:
- Andrew Bennett feat. Sir Adrian - Run Till U Shine
- James Horner & Leona Lewis - I See You [ Avatar Main Theme ]
- Cosmic Gate - London Rain (Back 2 Back 4 Re-Dub)

2009:
- Jes - Love Song
- Kyau & Albert - I Love You
- Fabio XB & Ronnie Play Feat. Gabriel Cage - Inside Of You
- Armin van Buuren Feat. Cathy Burton - Rain
- Paul Van Dyk Feat. Johnny McDaid - Home
- Markus Schulz Pres. Dakota - Sin City
- John O'Callaghan Feat. Sarah Howells - Find Yourself

2008:
- Deadmau5 - Clockwork
- Above & Beyond Pres. OceanLab - Sirens Of The Sea
- Veracocha - Carte Blanche

2007:
- Tiësto feat Jes - Everything
- Kirsty Hawkshaw vs Tenishia - Outsiders Armind
- Armin Van Buuren & Rank 1 Feat. Kush - This World Is Watching Me

2006:
- Dj Blanca Morales - Lord of Beats

2005:
- C.Y.B. - Now CT

2004:
- Beam - Amun Beam Traxx
- Age Of Love - Age Of Love Alphabet City

2002:
- Svenson & Gielen - Answer The Question
- 4 Strings - Diving Zeitgeist
- DuMond - God Music
- Sioux - Pho E-Cutz
- Ferry Corsten - Punk Zeitgeist
- Rank 1 - Awakening ID&T
- Blank & Jones - DJs, Fans & Freaks (D.F.F.)
- Miss Shiva - Dreams 2002
- Tiësto - Suburban Train

2001:
- Vanessa Mae - White Bird Dance Division
- Safri Duo - Samb Adagio Urban
- Green Court - Inside Your Gate
- Talla - World In My Eyes Urban/Universal

2000:
- Aquagen - Lovemachine Dos Or Die
- Balloon - Monstersound Zeitgeist/Universal
- Beam & Yanou - Sound Of Love Beam Traxx
- Der Verfall - Mussolini Maad Records
- Taucher - Science Fiction Zeitgeist/Universal
- Bossi - To The Sky X-IT Records
- U96 - Das Boot 2001 Urban/Universal
- E Nomine - E Nomine Zeitgeist/Universal

1999:
- Sash! - Adelante X-IT Records
- Beam Vs Cyrus & The Joker - Launch In Progress Emi Music
- Green Court - Follow Me Logport Rec